# Molophilus christine
Molophilus christine är en tvåvingeart som beskrevs av Günther Theischinger 1988. Molophilus christine ingår i släktet Molophilus och familjen småharkrankar. Inga underarter finns listade i Catalogue of Life.